# 트란스니스트리아 의회

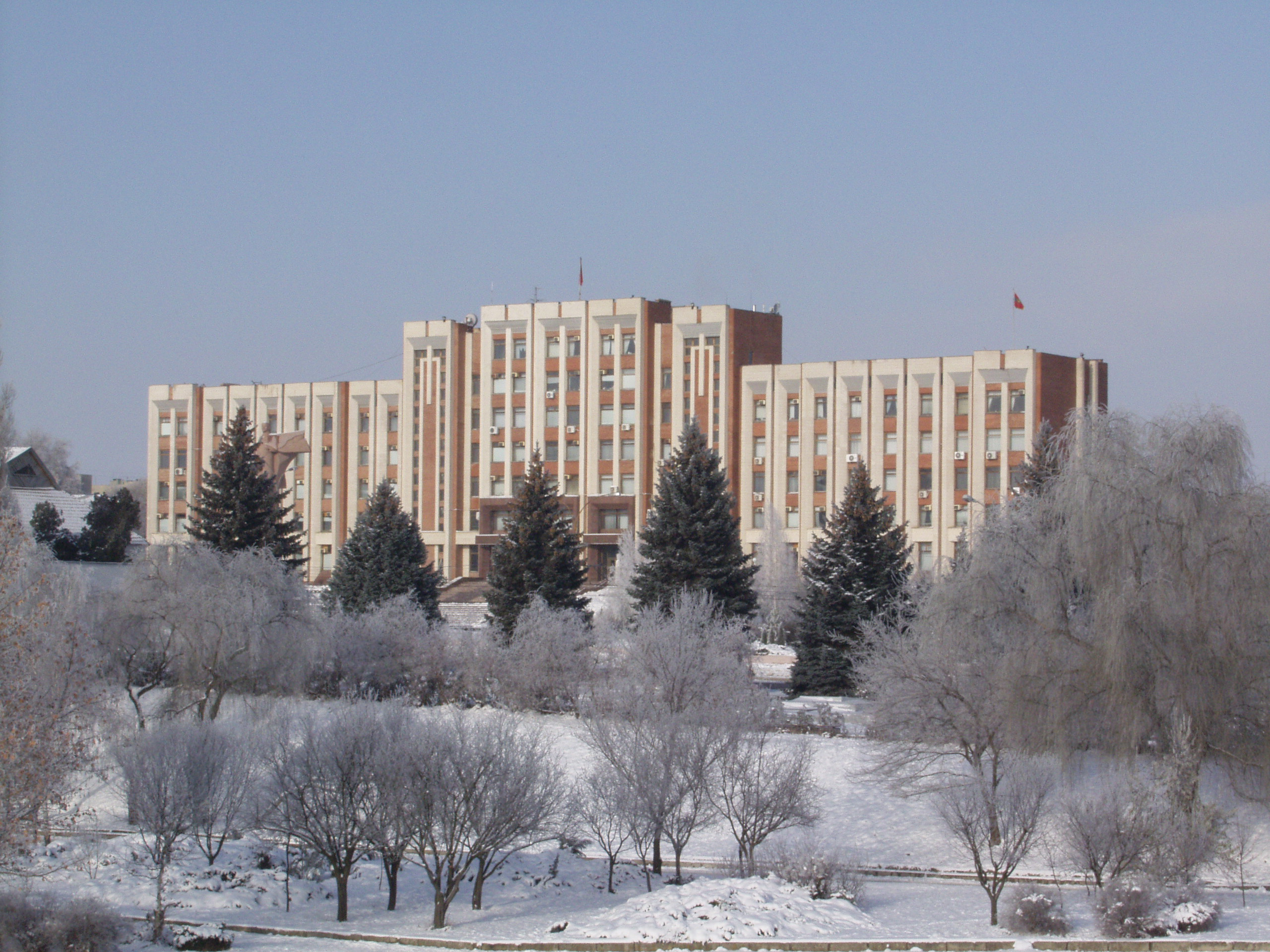
트란스니스트리아 의사당(겸 정부청사)

트란스니스트리아 최고평의회(러시아어: Верховный Совет Приднестровской Молдавской Республики)는 트란스니스트리아의 의회이다. 단원제로 총원 43석이며, 소선거구제를 채택한다. 총선거는 5년마다 치러진다.

## 역사
- 1990년 9월 2일 - 트란스니스트리아가 몰도바 소비에트 사회주의 공화국으로부터 일방적으로 독립선언
- 2000년 - 최고평의회 조직 변경. 단원제 43석으로 확정됨

## 최근 선거결과
2015년 11월 29일 실시
- 갱신(Обновление) - 35석
- 트란스니스트리아 공산당(Приднестровская коммунистическая партия) - 1석
- 무소속 - 7석
- 합계 - (투표율 48.3%)

출처: Renewal RIA Novosti Olvia Press Supreme Council CEC PKP

## 의회 의장
- 이고르 스미르노프 (1990년 11월)
- 블라디미르 곤차르 (임시)
- 그리고레 머러쿠처 (1991년–2005년)
- 예브게니 솁추크 (개혁당, 2005년–2009년)
- 아나톨리 카민스키 (개혁당, 2009년-2012년)
- 미하일 부를라 (개혁당, 2012년–2015년)
- 바딤 크라스노셀스키 (2015년-2016년)
- 알렉산드르 셰르바 (2016년-2019년)
- 알렉산드르 코르슈노프 (2019년-)